# Semecarpus riparia
Semecarpus riparia är en sumakväxtart som beskrevs av Virot. Semecarpus riparia ingår i släktet Semecarpus och familjen sumakväxter. Inga underarter finns listade i Catalogue of Life.